# Masíčko

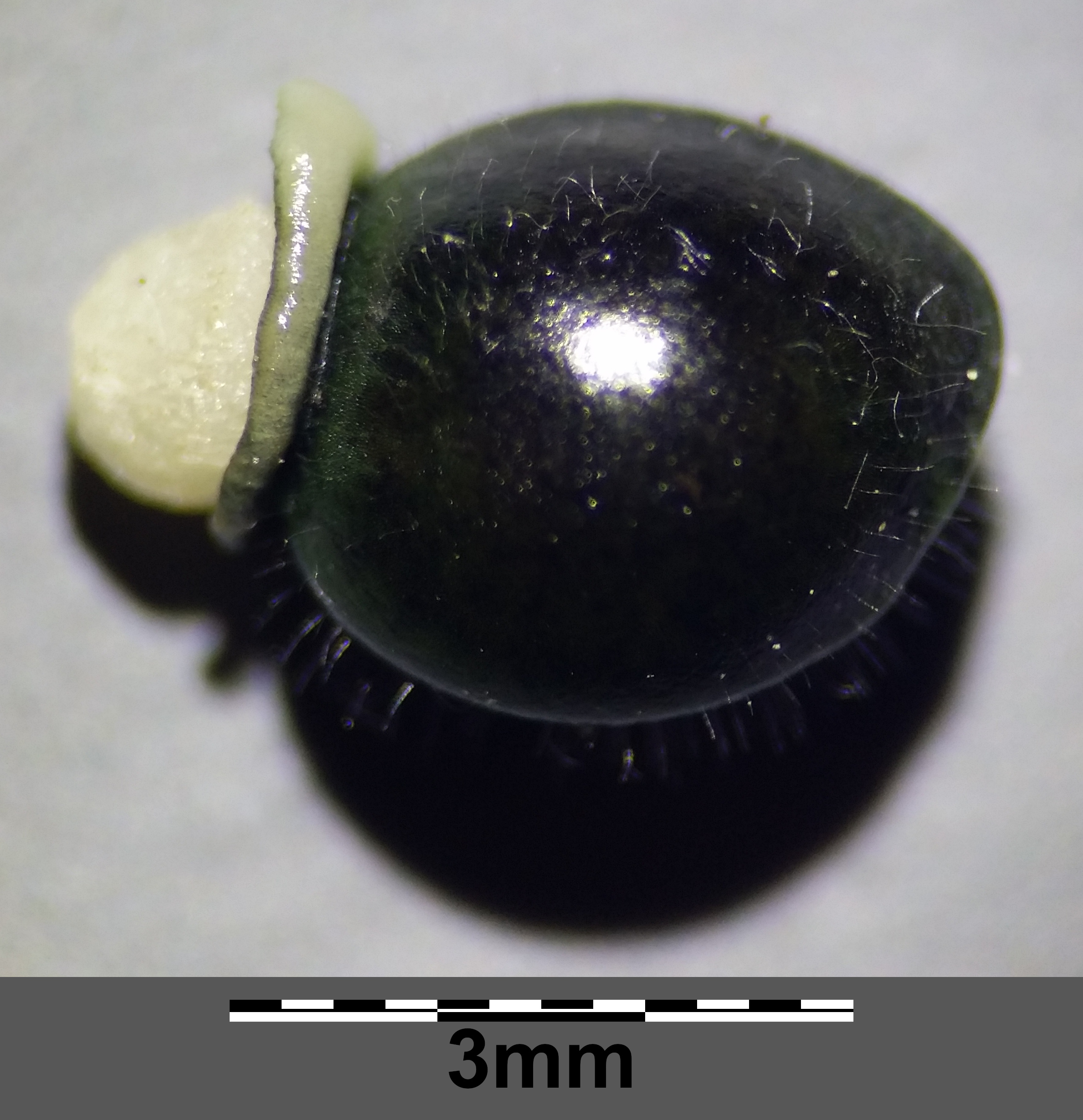
Semeno plicníku měkkého se žlutavým elaiosomem

Masíčko, odborně elaiosom (starořecky: ἔλαιον élaion olej + σόμα sóma tělo, tedy tukové tělísko) je dužnatý přívěsek různého tvaru přisedlý na některých semenech. Obsahuje množství živin.
V literatuře se pro elaiosom používá více pojmů, například karuncula (caruncula) u čeledi Euphorbiaceae (pryšcovité), příp. ariloid.
Elaiosom vznikl u jednoděložných i dvouděložných rostlin a vyvinul se z různých částí – květů, plodů, semen. Některé rostliny mají na jednom semeni více elaiosomů, například některé trávy. Trojzubec poléhavý (Danthonia decumbens) má na semeni párové elaiosomy. Na některých semenech strdivky nicí (Melica nutans) je přítomen i třetí elaiosom, který vznikl přeměnou poupěte.
Elaiosom je přítomen zejména na semenech myrmekochorních druhů rostlin, které si s mravenci vytvořily symbiotický vztah. Protože tvar a chemické složení elaiosomů jsou různé, lze podle nich myrmekochorní rostliny klasifikovat. Mravenci odnášejí semena do mraveniště a po oddělení nebo zkonzumování masíčka vynášejí semena zpět na povrch a roznášejí do okolí na tzv. odkladiště. Přispívají tím mj. k šíření rostlinného druhu.
Po průchodu mraveništěm jsou semena odolnější vůči predaci myší a vůči houbové nákaze, protože ztratila výživný elaiosom, který láká i predátory.
Nezanedbatelné množství semen v mraveništi zůstane. Pokud semeno zůstane v mraveništi, je chráněno před predátory a zvyšuje se semenná banka daného druhu. Druhy rostlin, které rostou v ČR, však v aktivním mraveništi neklíčí, klíčí a rostou na okraji mraveniště, a to více než jinde.
Elaiosom různých rostlin má různé složení. Elaiosomy rostlin v mírném podnebném pásmu se obvykle skládají z tuků (60 %) hlavně kyseliny olejové, z na dusík bohatých aminokyselin (22 %), sacharidů (11 %) a bílkovin (7 %). Poměr jednotlivých složek se liší jednak u různých druhů rostlin, jednak mezi populacemi téhož druhu v průběhu roku.
Elaiosom ve zralém semeni zvolna zasychá. Semeno se zaschlým elaiosomem již mravence neláká. Po hydrataci se však atraktivita semene zpravidla obnoví nebo zčásti obnoví, a tím se zvýší pravděpodobnost roznosu semen. (Roznosu naopak brání predace semen, na níž se podílejí ptáci, hlodavci i bezobratlí včetně predátorských mravenců, brouků aj. Někteří pozemní brouci konzumují elaiosom, ale na rozšiřování semen se nepodílejí.)
Z experimentů vyplynulo, že masíčkem jsou krmeny především mravenčí larvy. Bylo možné pozorovat kladení více vajíček a vyšší přežívání potomstva. Masíčko pozitivně ovlivňovalo počet nových dělnic. Se zvyšující se dávkou masíčka vlaštovičníku většího byla pozitivně ovlivněna produkce sexuálního potomstva, přičemž hmotnost kukel samic byla vyšší než hmotnost kukel samců.
Schopnost rostlin tvořit elaiosom je pro rostliny výhodná především v suchých oblastech chudých na živiny, protože tvorba elaiosomu není tak náročná na draslík jako například tvorba dužnatého plodu.
V České republice roste množství druhů rostlin, jejichž semena obsahují elaiosom ve větším či menším množství. Patří většinou do těchto rodů:
batolka (Claytonia), bažanka (Mercurialis), bika (Luzula), bledule (Leucojum), brambořík (Cyclamen), brčál (Vinca), brslen (Euonymus), bršlice (Aegopodium), čemeřice (Helleborus), černýš (Melampyrum), čilimník (Cytisus), drnavec (Parietaria), dymnivka (Corydalis), hispanka (Mantisalca), hlaváček (Adonis), hlodáš (Ulex), hluchavka (Lamium), chrastavec (Knautia), chrpa (Centaurea), jaterník (Hepatica), kandík (Erythronium), kopytník (Asarum), kostival (Symphytum), kručinka (Genista), křivatec (Gagea), ladoňka (Scilla), lněnka (Thesium), mateřka (Moehringia), medovník (Melittis), mochna (Potentilla), ocún (Colchicum), opletka (Fallopia), orsej (Ficaria), ostřice (Carex), pilát (Anchusa), pipla (Nonea), pitulník (Galeobdolon), plicník (Pulmonaria), podbílek (Lathraea), pomněnka (Myosotis), prlina (Lycopsis), prvosenka (Primula), pryšec (Euphorbia), pýr (Elytrigia), rozrazil (Veronica), rýt (Reseda), řepíček (Aremonia), sasanka (Anemone), skočec (Ricinus), snědek (Ornithogalum), sněženka (Galanthus), strdivka (Melica), šafrán (Crocus), šrucha (Portulaca), trojzubec (trojzubec), violka (Viola), vítod (Polygala), vlaštovičník (Chelidonium), všivec (Pedicularis), zběhovec (Ajuga), zemědým (Fumaria), zimostráz (Buxus)

## Galerie
Elaiosom na semenech rostlin:

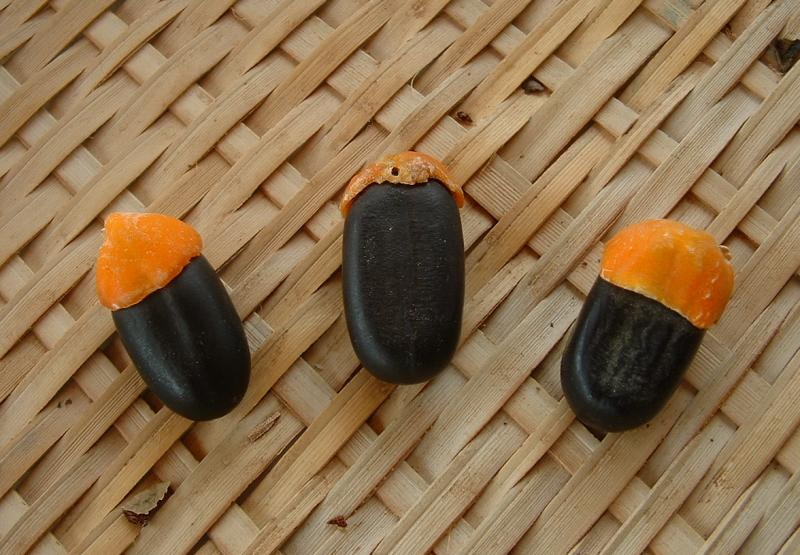
afzélie Afzelia africana
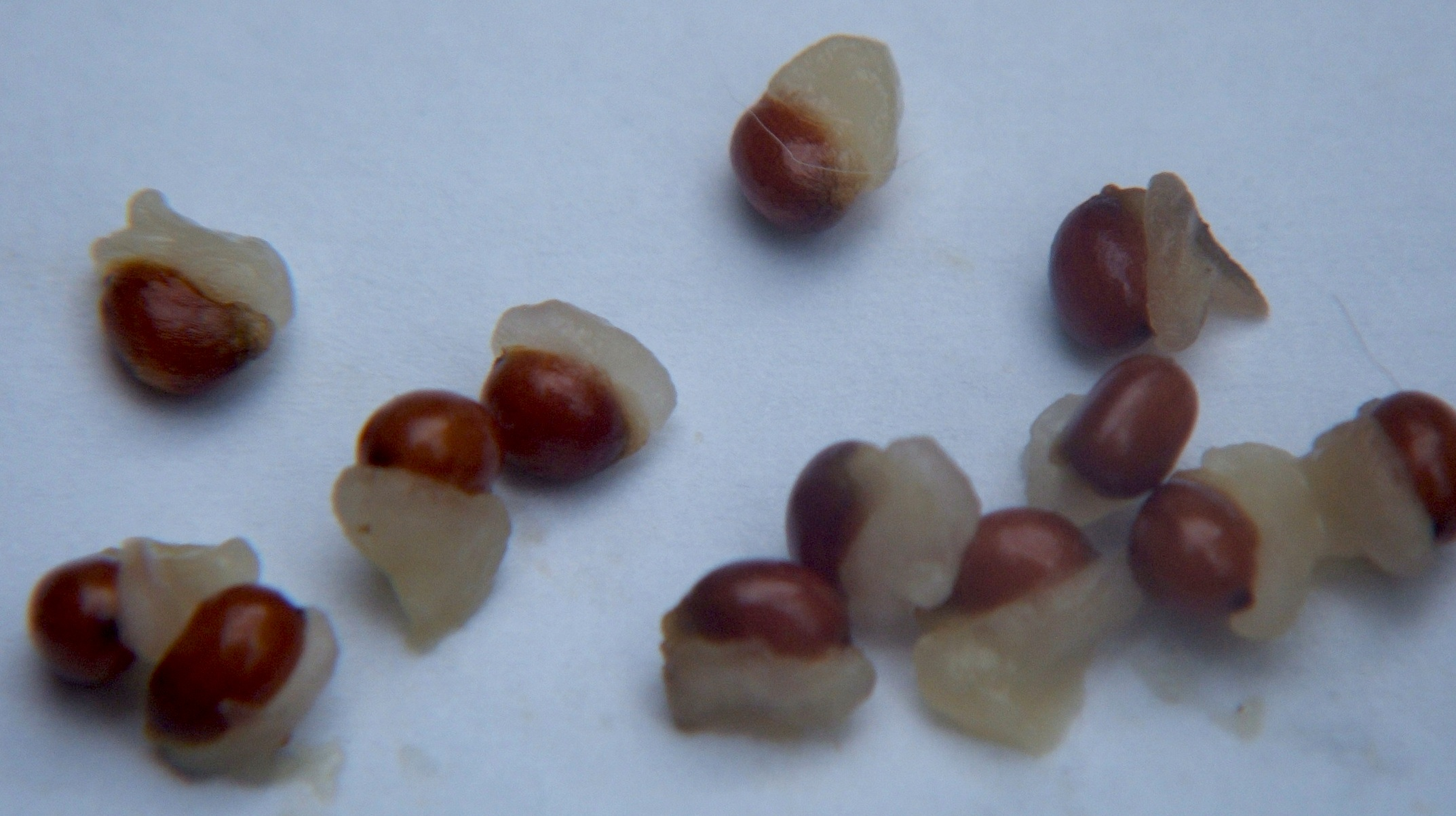
trojčetky Trillium recurvatum
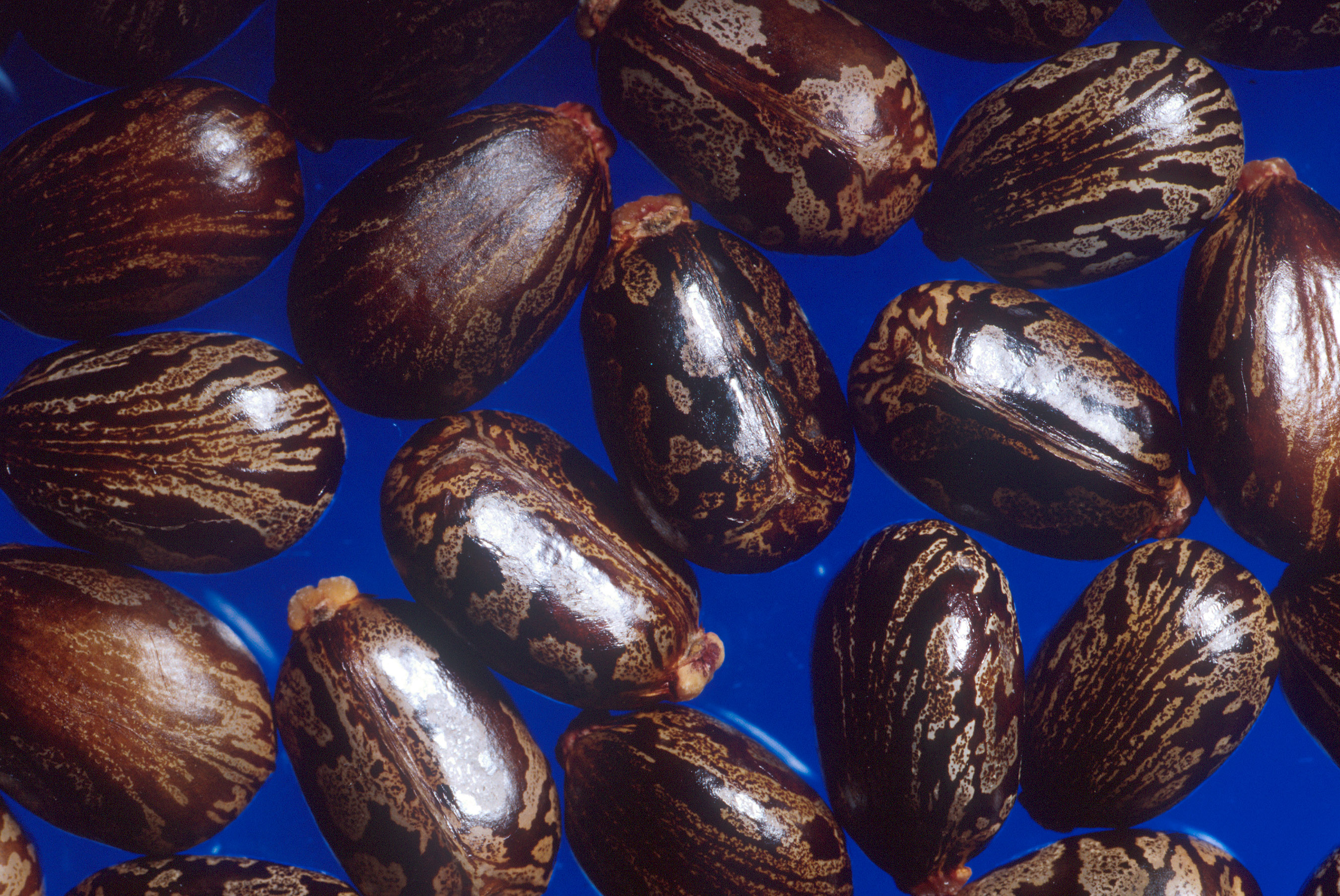
skočce obecného
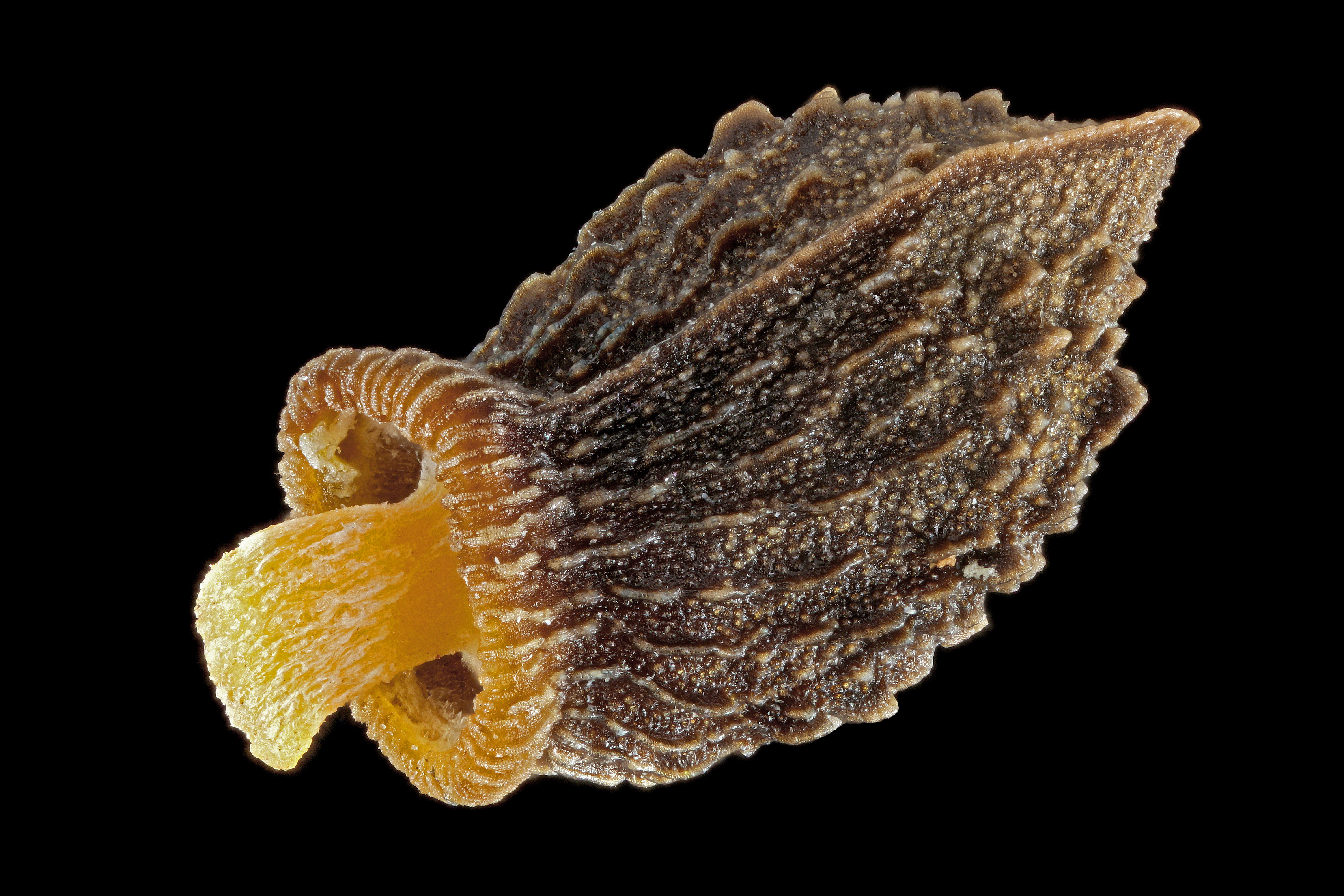
brutnáku lékařského
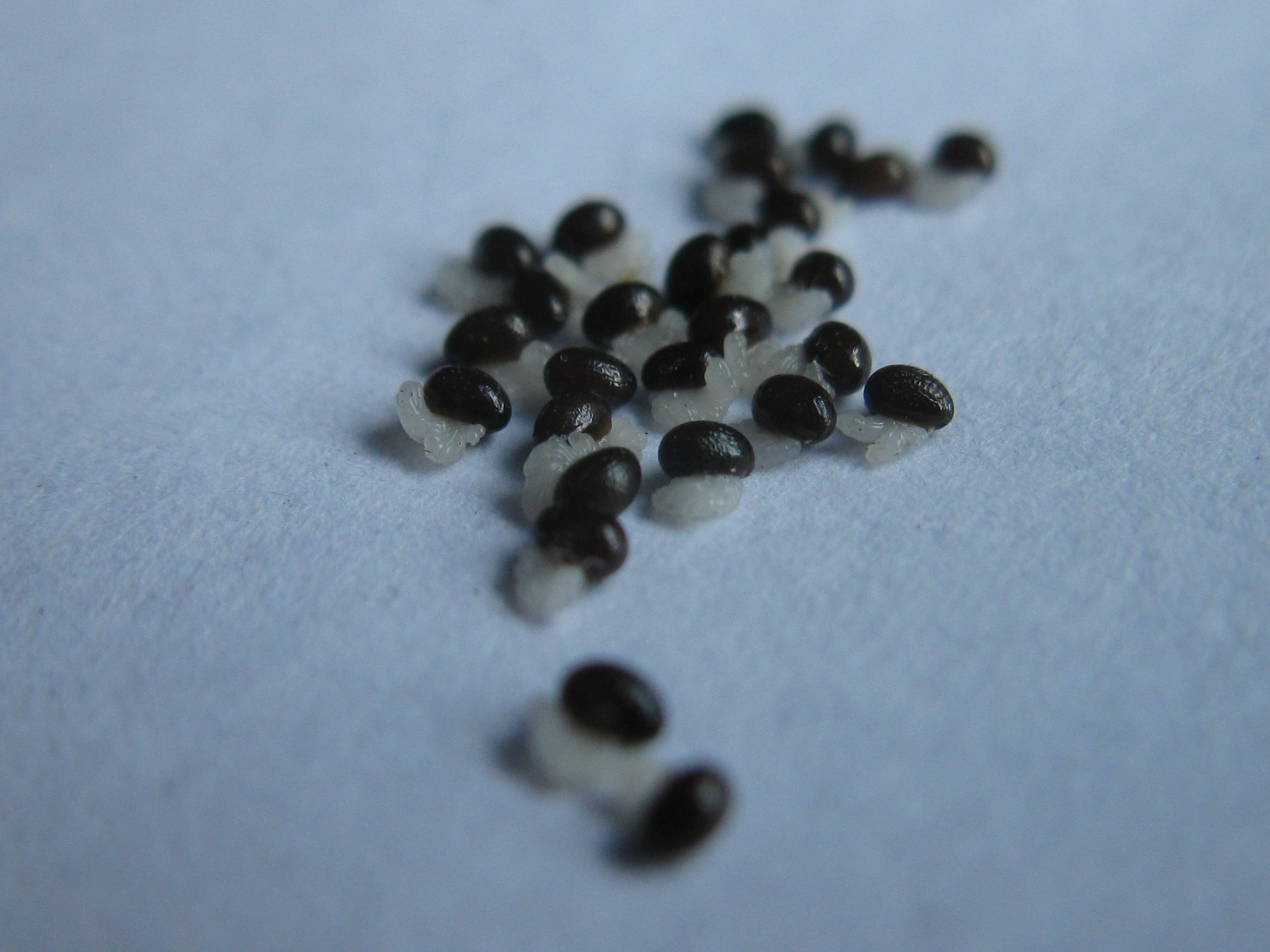
vlaštovičníku většího

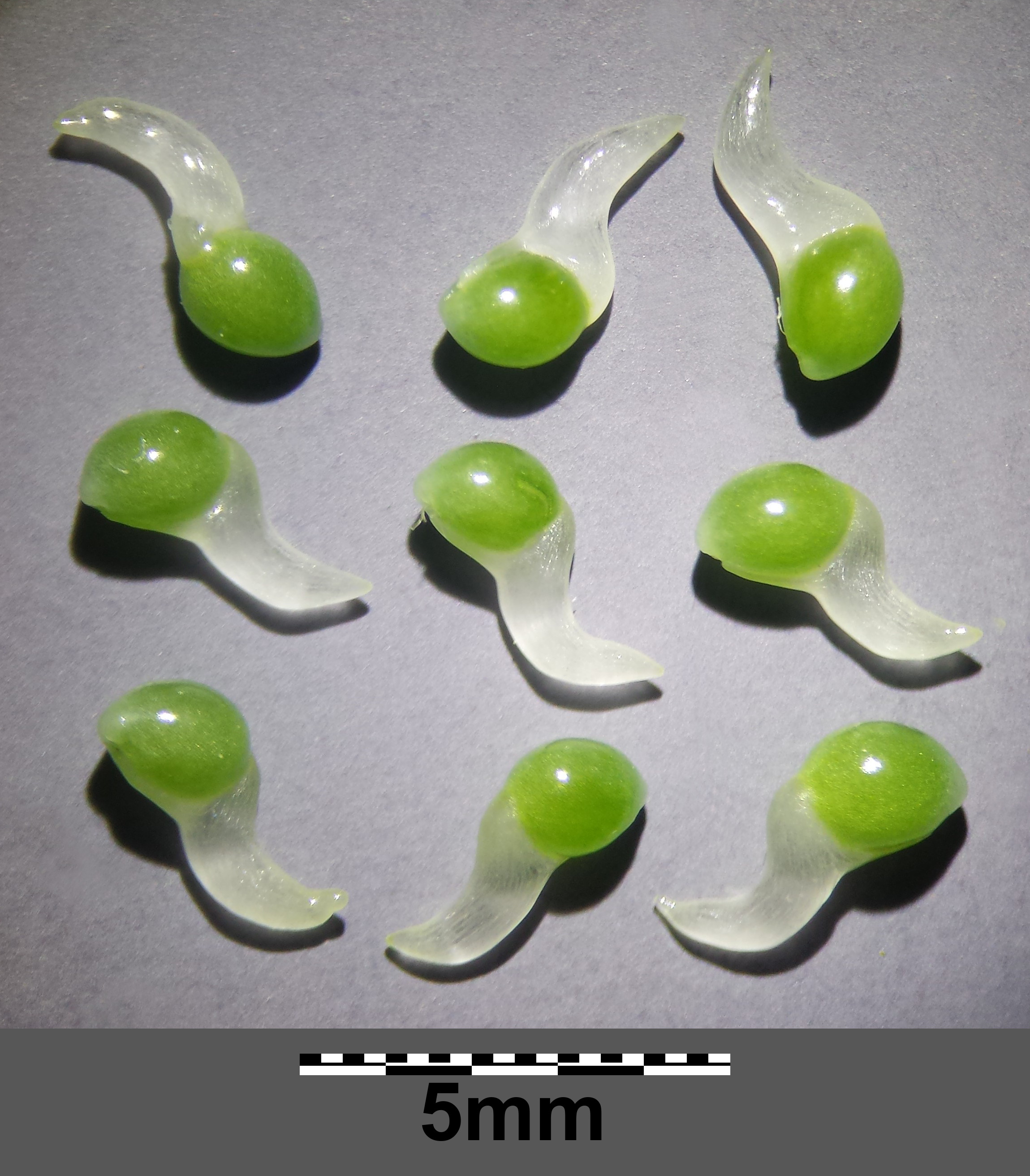
biky chlupaté
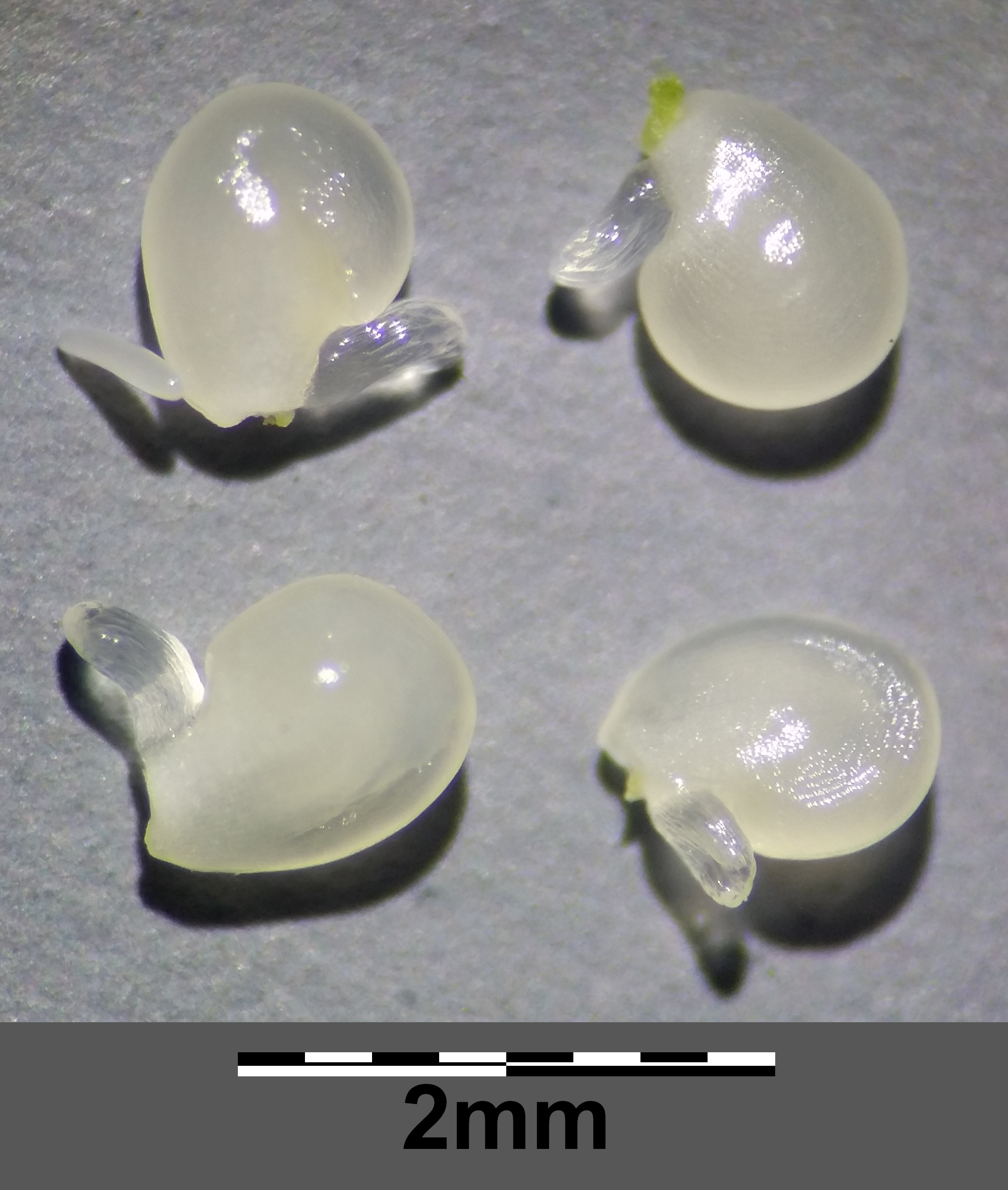
dymnivky nízké
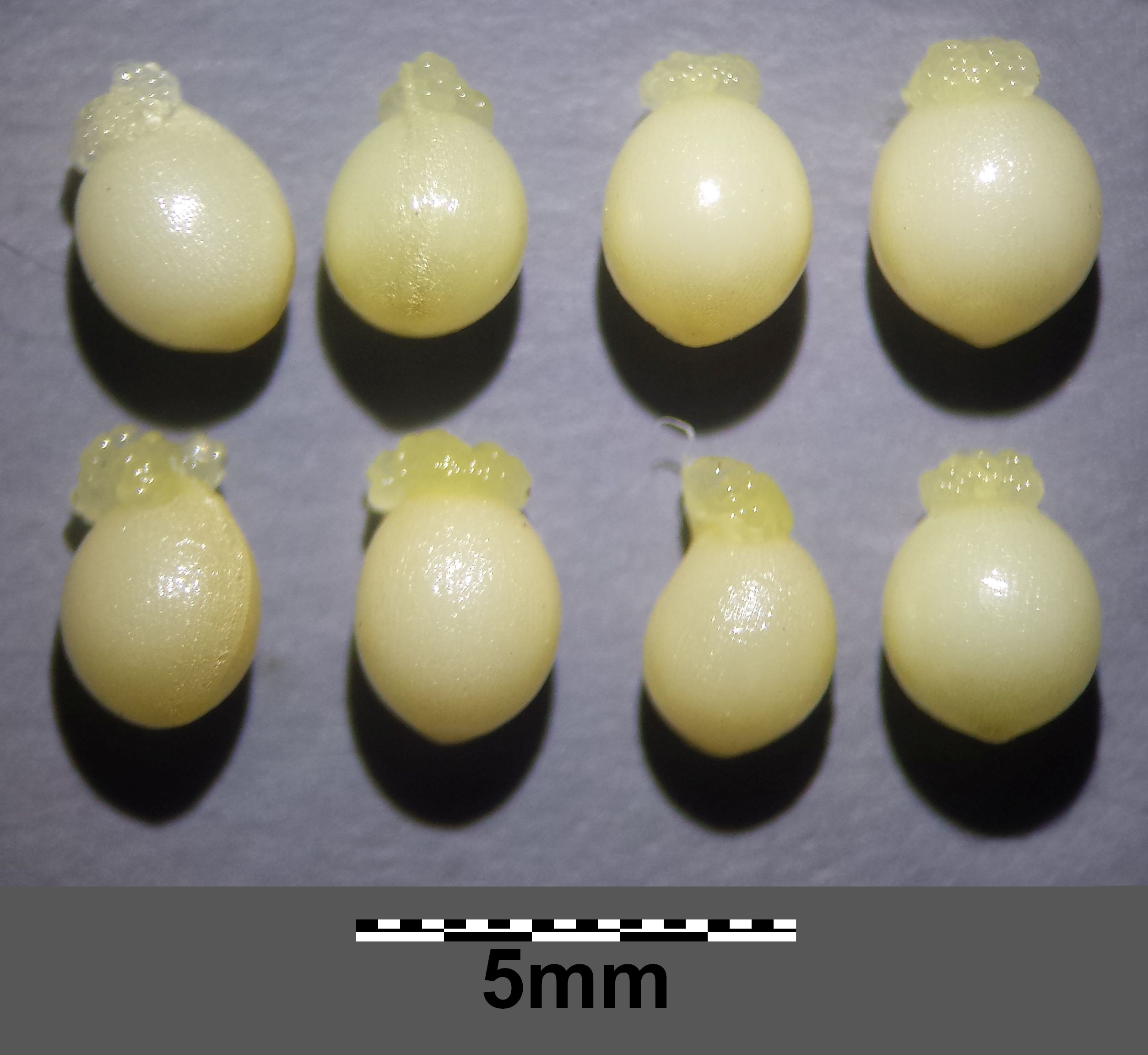
ladoňky dvoulisté
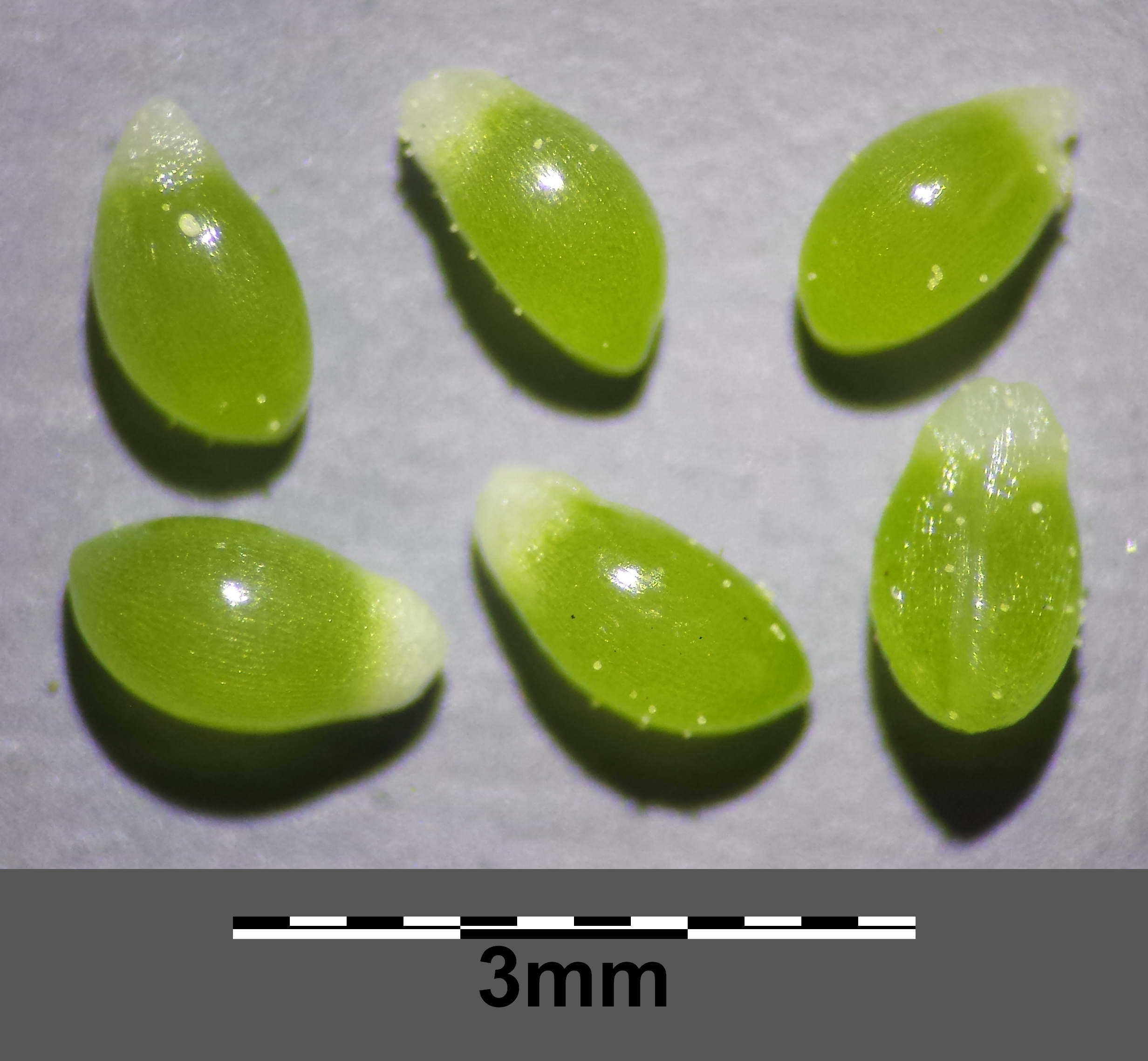
biky mnohokvěté
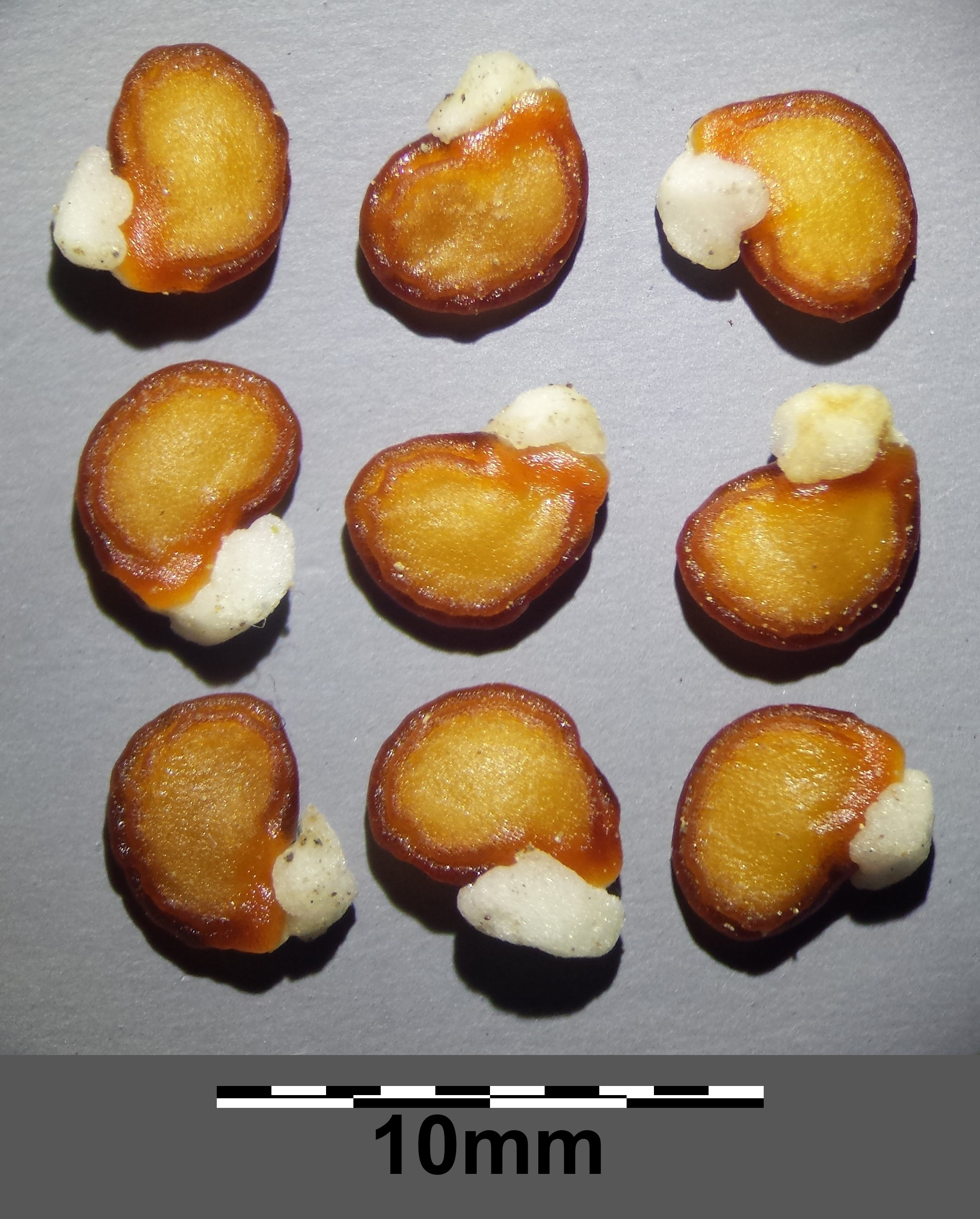
durmanu neškodného